# Graceville (Florida)
Graceville és una població dels Estats Units a l'estat de Florida. Segons el cens del 2000 tenia 2.402 habitants.

## Demografia
Segons el cens del 2000, Graceville tenia 2.402 habitants, 933 habitatges, i 572 famílies. La densitat de població era de 215,7 habitants/km².
Dels 933 habitatges en un 26,8% hi vivien nens de menys de 18 anys, en un 44,3% hi vivien parelles casades, en un 13,8% dones solteres, i en un 38,6% no eren unitats familiars. En el 33,9% dels habitatges hi vivien persones soles el 17,3% de les quals corresponia a persones de 65 anys o més que vivien soles. El nombre mitjà de persones vivint en cada habitatge era de 2,35 i el nombre mitjà de persones que vivien en cada família era de 3,08.
Per edats la població es repartia de la següent manera: un 23,4% tenia menys de 18 anys, un 13,3% entre 18 i 24, un 23,1% entre 25 i 44, un 19,7% de 45 a 60 i un 20,6% 65 anys o més.
L'edat mediana era de 37 anys. Per cada 100 dones de 18 o més anys hi havia 80 homes.
La renda mediana per habitatge era de 23.031 $ i la renda mediana per família de 32.778 $. Els homes tenien una renda mediana de 25.969 $ mentre que les dones 20.109 $. La renda per capita de la població era de 14.245 $. Entorn del 15,1% de les famílies i el 20,7% de la població estaven per davall del llindar de pobresa.

## Poblacions més properes
El següent diagrama mostra les poblacions més properes.